# Tuija
Tuija ist ein weiblicher Vorname.

## Herkunft und Varianten
Der Name ist finnischen Ursprungs und bedeutet Zeder.

## Bekannte Namensträger
- Tuija Brax (* 1965), finnische Politikerin
- Tuija Sikiö (* 1969), finnische Biathletin
- Tuija Vuoksiala (* 1961), finnische Biathletin
- Tujia Hyyrynen (* 1988), finnische Fußballspielerin